# Eremo di Sant'Alberto di Butrio

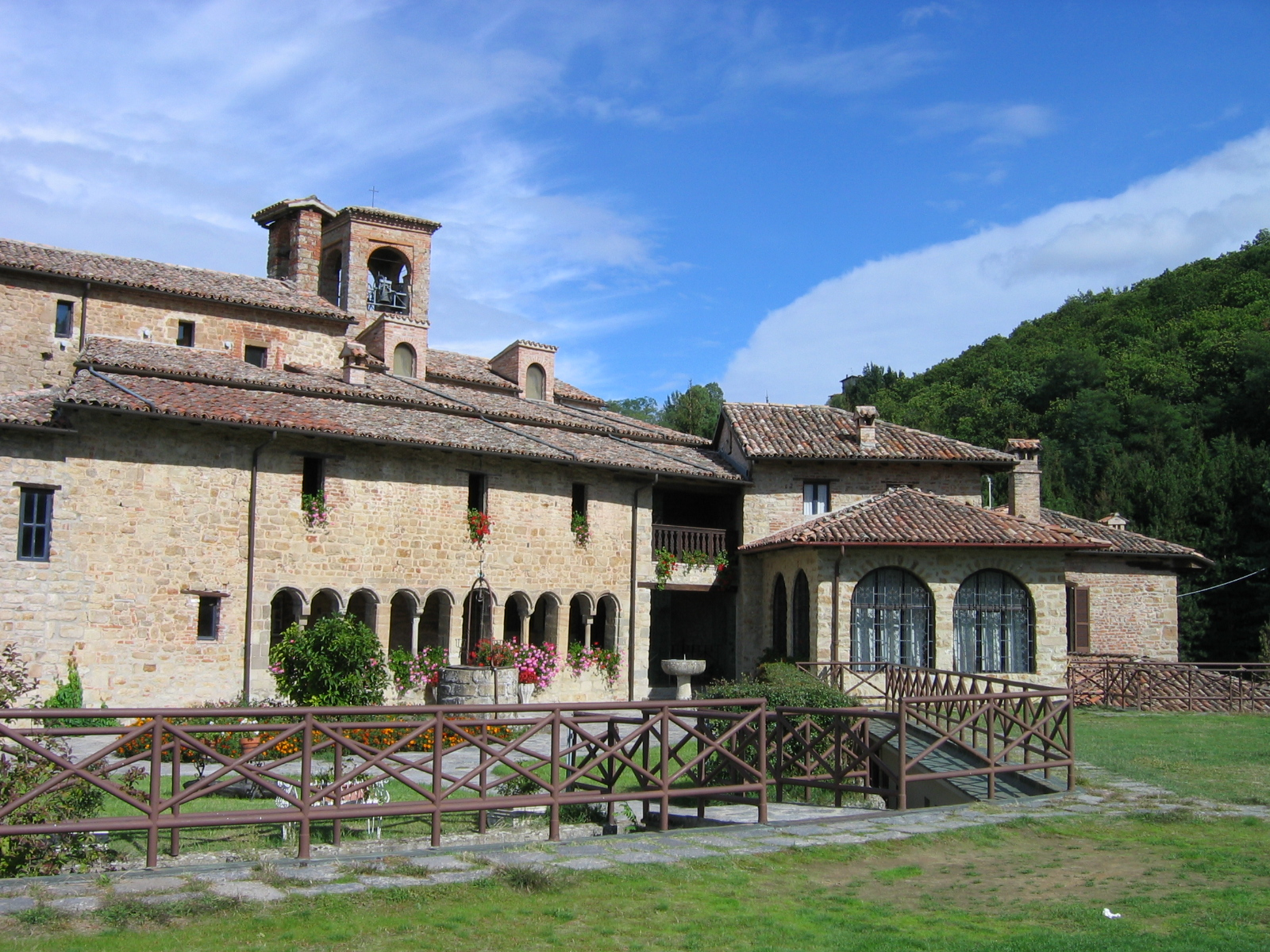
Chiostro ad arcatelle binate

L'eremo di Sant'Alberto di Butrio, sorge fra primi rilievi dell'Appennino ligure, nella valle Staffora dell'Oltrepò Pavese, in provincia di Pavia, in frazione Abbadia Sant'Alberto del comune di Ponte Nizza, a 687 metri s.l.m., isolato in una chiostra di monti, tra verdi pascoli, castagni, querce e abeti.

## Storia

### Le origini dell'eremo, l'espansione, la decadenza
La costruzione dell'eremo venne iniziata da Alberto di Butrio, (santo di cui si hanno scarsissime notizie) forse del casato degli Obertenghi, che nel 1030 andò ad abitare in solitudine nella vicina valletta del Borrione, ove tuttora vi è una piccola cappelletta a lui dedicata.
Avendo guarito miracolosamente un figlioletto muto del marchese di Casalasco (della dinastia obertenga), questi in segno di riconoscenza gli edificò una chiesa romanica dedicata alla Madonna in cui sant'Alberto ed i suoi seguaci eremiti potessero celebrare l'Ufficio divino. Costituitisi in comunità, gli eremiti edificarono il monastero di cui rimane attualmente un'ala: il cosiddetto chiostrino (XII secolo) ed il pozzo.
A capo della comunità venne eletto sant'Alberto, che rimase abate fino al 1073, anno della sua morte. Nel frattempo l'eremo, alle dirette dipendenze del Papa Gregorio VII (tramite una bolla datata 1074), era assurto a grande potenza sia spirituale che temporale. Molte erano le celle e le dipendenze dell'eremo, situate nelle attuali province di Piacenza, Pavia, Alessandria e Genova.
Dopo la morte di sant'Alberto, l'eremo crebbe ancora in potenza e numero di monaci tanto da divenire un centro spirituale di una vastissima zona. Ospitò illustri personaggi ecclesiastici e laici tra cui il fuggiasco re d'Inghilterra Edoardo II Plantageneto che ancor prima si era nascosto nel Castello di Melazzo vicino ad Acqui Terme, e benché un documento del 1887 sostenga che il re morisse e fosse sepolto inizialmente in questo Eremo, altre fonti storiche, e la maggior parte degli studiosi, sostengono che Edoardo II venisse assassinato nel castello di Berkeley, in Inghilterra.  Si ritiene inoltre che vi abbiano soggiornato anche Federico Barbarossa e Dante Alighieri.
I monaci seguivano la regola benedettina, secondo la riforma di Cluny o la revisione bobbiense, mantenendo tuttavia sempre viva l'antica vocazione eremitica.
Nel XV secolo, il soffitto a capriate che fino ad allora copriva la chiesa eretta da sant'Alberto fu sostituito da una serie di volte a crociera scandite da archi in sasso. Verso la metà dello stesso secolo, con l'avvento degli abati commendatari, l'eremo incominciò il periodo di decadenza.
Nel 1516 papa Leone X unì l'abbazia a quella di San Bartolomeo in Strada di Pavia.

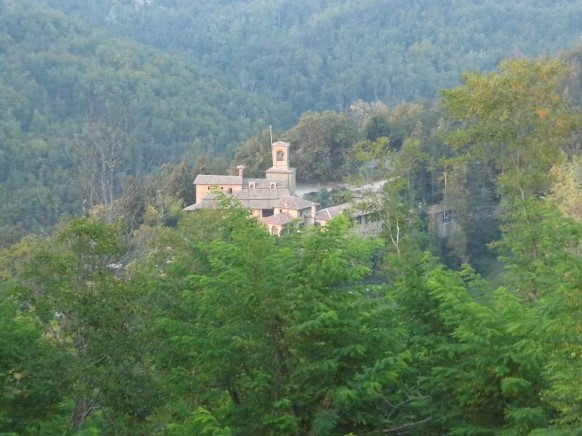
Eremo di Sant'Alberto di Butrio, visione dal bosco

Nel 1543 gli ultimi monaci (olivetani) lasciarono l'eremo per trasferirsi nell'Abbazia di San Pietro di Breme da dove l'anno precedente vi erano giunti i pochi monaci benedettini. Vi rimase solo un sacerdote addetto alla cura delle anime. Nel 1595 la chiesa di Sant'Alberto fu eretta a parrocchia. Seguirono tre secoli di quasi abbandono totale, durante i quali il monastero e parte della torre furono distrutti. Con l'avvento delle leggi napoleoniche, nel 1810, l'eremo fu soppresso e requisito dal governo.

### La rinascita

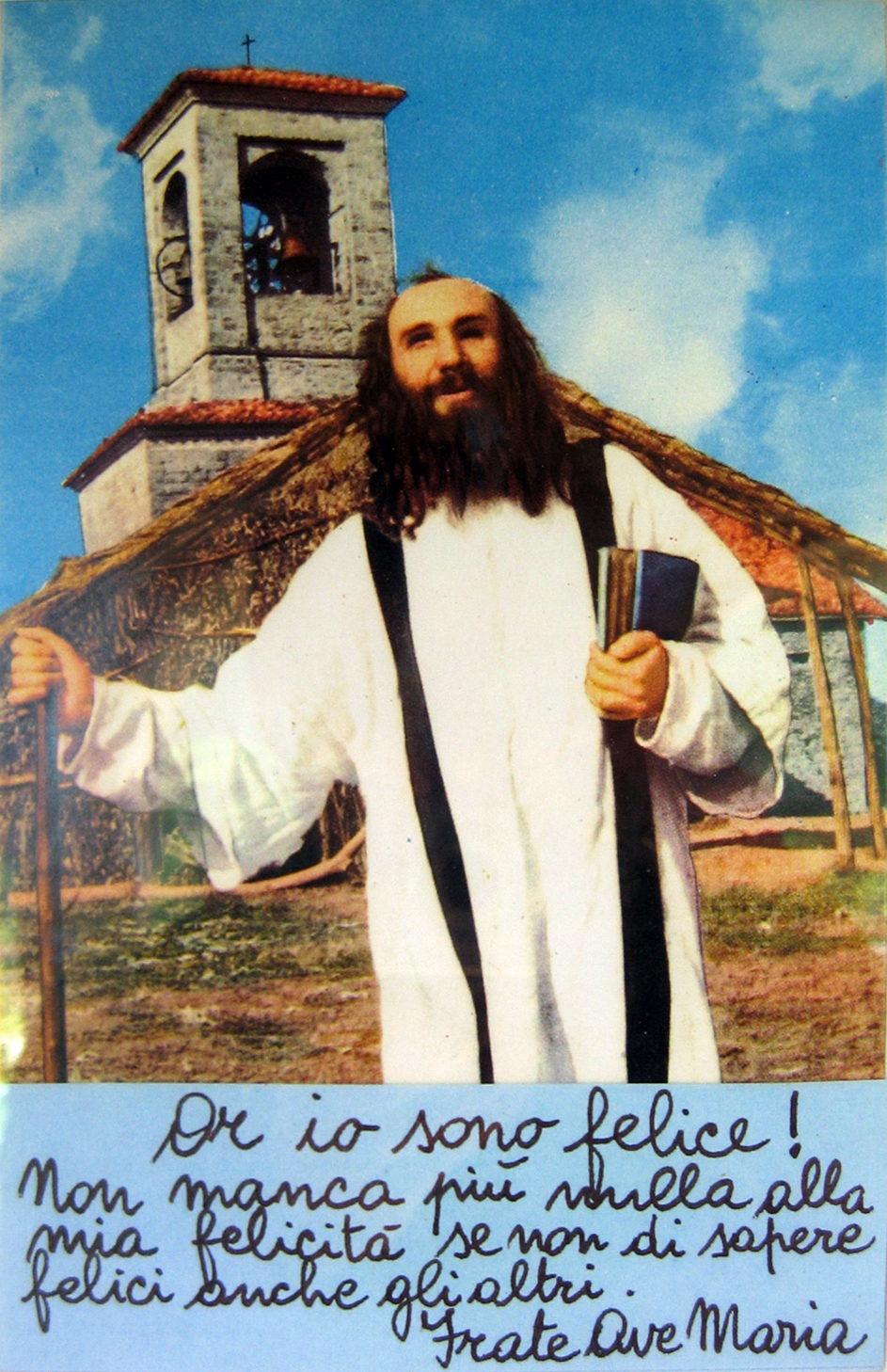
Frate Ave Maria, al secolo Cesare Pisano, Eremita cieco della Divina Provvidenza (1900 - 1964)

Nel 1900, anno in cui avvenne la riesumazione dei resti mortali di sant'Alberto, deposti poi entro una statua di cera che si può vedere nella chiesa di Sant'Alberto, la cura dell'eremo fu affidata a don Orione.
Nel 1921 don Orione ripopolò l'eremo collocandovi gli Eremiti della Divina Provvidenza e con loro anche un sacerdote in qualità di parroco.
Tra di essi, il più conosciuto è frate Ave Maria (al secolo Cesare Pisano), che visse nell'eremo dal 1923 al 1964 conducendo una vita di santità, preghiera e penitenza.
La chiesa di Santa Maria è stata restaurata, riportandola all'aspetto primitivo, nel 1973, in occasione del nono centenario della morte di sant'Alberto. Il restauro comportò, tra l'altro, la riapertura delle monofore dell'abside. Nello stesso anno sono state eseguite le scalinate nel sagrato dell'eremo ed altri lavori.

## Cronotassi degli abati
Abati regolari
- Sant'Alberto di Butrio (? - 5 settembre 1073)
- Benedetto I (1073 - 1077)
- Guido I (1085)
- Pietro (1134)
- Benedetto II (1145)
- Guglielmo Cachi di Tortona (1158)
- Ponzo (1180)
- Enrico (1194)
- Fulcone (1197)
- Ugo (1203)
- Tebaldo di Vira (1228)
- Guido II (1233 - 1237)
- monaco Marenco, sindaco e procuratore (1290)
- Sigimbaldo di Nivione (1316)
- Alberto Malaspina (1328)
- Antonio dei Conti di Lomello (1407)
- Bertramino de Seraphinis di Castelnuovo (1426)
- monaco Stefano de' Landolfi (1449)

Abati commendatari
- Taddeo di Noceto (1453)
- Emanuele di Zebedassio (1461)
- Matteo di Ponzano da Tortona (1469  - 1472)
- Giovanni Antonio Bussetti di Tortona (1472 - ?)
- Pietro Marco Sannazzaro di Rivanazzano (1481 - 1494)
- cardinale Niccolò Fieschi di Genova (1494 - 1516)
- Benedetto della Chiesa, procuratore di San Bartolomeo in Strada di Pavia (1516 - ?)
- monaco Celso di Corrigo, sindaco e procuratore (1520)
- Giovanni Giacomo Della Chiesa, sindaco e procuratore (1526)
- monaco Francesco Del Monte (1540)
- Mario Sforza dei Conti di Santa Fiora di Roma (1543)
- Guido Ascanio Sforza di Santa Fiora (1559 - 1564)
- cardinale Alessandro Sforza di Santa Fiora (1572 - 1581)
- Corrado Asinari di San Marzano e di Costigliole d'Asti (1586 - 1589)
- cardinale Costantino Sarnoni, O.F.M.Conv. (1590)
- Francesco Sforza di Santa Fiora di Milano (1603 - 1624)
- cardinale Francesco Barberini (1624 - 1627)
- cardinale Antonio Barberini (1628 - 1640)
- cardinale Vincenzo Barberini (1640 - ?)
- cardinale Virginio dei Principi Orsini (1650 - 1668)
- cardinale Giacomo Parravicini di Como (1669 - 1693)
- cardinale Francesco D'Adda di Milano (1693 - ?)
- cardinale Cosimo Castiglione di Firenze (1714)
- cardinale Francesco D'Adda di Milano (? - 1719)
- Giovanni Maria Rossi di Montesegale (1719 - 1730)
- Ercole Marliani di Milano (1730 - 1738)
- Giuseppe Luigi di Andujar di Milano, Vescovo di Bobbio indi di Tortona (1738 - 1743)
- vescovo Ludovico Andujar di Tortona (1743 - 1782)
- Ottavio Buonamici di Voghera, economo (1782 - 1783)
- Sigismondo Gerdil (1783)

Parroci
- Don Carlo Giuseppe Morazzo della Rocca di Asti (1785 - 1819)
- Don Antonio Tornari, rettore (1819 - 1829)
- Don Agostino Panigazzi, rettore (1829 - 1836)
- Don Carlo Giorgetti, rettore (1836 - 1857)
- Don Giovanni Marione, rettore (1857 - 1868)
- Don Giuseppe Bevilacqua, rettore (1868 - 1900)
- Don Paolo Cassola, rettore (1900 - 1920)

Parroci appartenenti alla Piccola Opera della Divina Provvidenza
- Don Giuseppe Zanocchi (1920 - 1921)
- Don Domenico Draghi (1921 - 1937)
- Don Salvatore Masci (1937 - 1943)
- Don Carmelo Scordo (1943 - 1944)
- Don Angelo Mezzalira (1944 - 1948)
- Don Francesco Scarsoglio (1948 - 1957)
- Don Emilio Chiocchetti (1957 - 1976)
- Don Angelo Mezzalira (1976 - 1984)
- Don Sergio Zanatta (1984 - 1987)
- Don Giuseppe Meneghetti (1987 - 1990)
- Don Mario Villa (1990 - 1993)
- Don Giorgio Ancelliero (1993 - 1995)
- Don Arcangelo Campagna (1995 - 1999)
- Don Francesco Maragno (1999 - 2001)
- Don Severino Tolfo (2001 - 2005)
- Don Luigi Fiordaliso (2005–2011)
- Don Vincenzo Marchetti (2011 - 2017)
- Don Agostino Casarin (2017 - 2023)
- Don Ivan Concolato (2023 - in carica)

## Descrizione

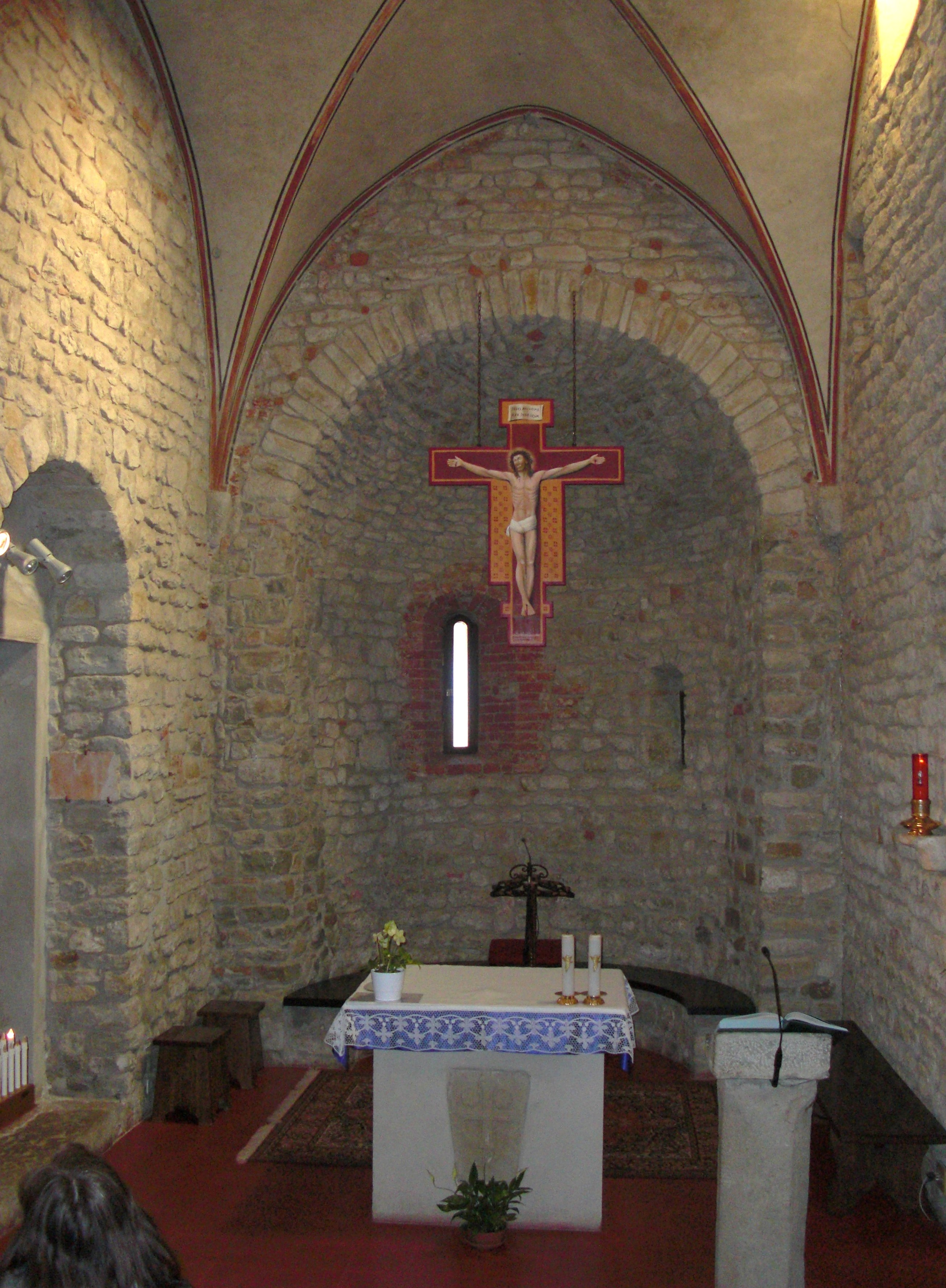
Interno della chiesa di Santa Maria

Il complesso del fabbricato dell'eremo si compone di: chiesa parrocchiale di Santa Maria, che è quella originaria edificata da sant'Alberto, e di tre oratori adiacenti e comunicanti: quello di sant'Antonio di forma trapezoidale, situato appena dentro la porta d'ingresso, che appare tutto affrescato, la cappella del SS.mo che si identifica come navata di sinistra per chi guarda l'altare, e infine il mausoleo di Sant'Alberto sulla destra; la torre campanaria e la struttura conventuale.
La più antica di queste chiese è quella di Santa Maria, edificata da sant'Alberto con l'aiuto del Marchese Malaspina, verso l'anno 1050. 
Contemporanea a questa dovrebbe essere quella chiamata recentemente Cappella del Santissimo. Nel Trecento sorse poi la chiesetta di Sant'Antonio, forse al posto di una tettoia o pronao. Così, pure nel 1300, cioè nel periodo di maggior potenza e fulgore dell'eremo, venne costruita la torre, ora mozza, della quale sono ancora visibili parte degli scalini scavati direttamente nel muro.
La cappella di Sant'Alberto ospita la sepoltura dello stesso santo, del quale vi si conservano tuttora le sue due tombe (delle quali la primitiva fuscavata direttamente nella roccia) e le sue ossa. La cappella fu costruita dai monaci dopo la morte dello stesso santo e vi sono stati eseguiti i più pregevoli affreschi dell'eremo.
La base della torre campanaria, edificata in pietra arenaria squadrata su base quadrangolare, è attribuibile all'opera dei maestri comacini della seconda metà del XII secolo o all'inizio del XIII. Sulla parte superiore, andata persa, è stata costruita nel corso del XIX secolo l'attuale cella campanaria.

## Affreschi[4]
Tutti gli affreschi sono del 1484, dipinti da luglio a settembre, e non recano firma. Fino a tempi recenti furono attribuiti alla scuola dei fratelli Manfredino e Franceschino Boxilio di Castelnuovo Scrivia. Ora vi è la tendenza di ritenere l'esecuzione mano di un monaco pittore che per umiltà avrebbe voluto conservare l'anonimato. Si suppone che molti affreschi, specialmente nella chiesa di Santa Maria, siano andati perduti nel corso dei secoli a causa di improvvidi restauri. Per le caratteristiche simili che si ripetono in altri dipinti contemporanei dell'Oltrepò, si è iniziato a pensare che esistesse una scuola di pittura locale, che non si sia limitata a Sant'Alberto, ma anche alle chiese dei paesi vicini e forse perfino anche a Voghera, come nei frammenti di affreschi della chiesa Rossa.

## Oratorio di Sant'Antonio
L'oratorio di sant'Antonio funge da ingresso e da accesso agli altri spazi, è completamente affrescato e in ottimo stato di conservazione. Ha forma trapezoidale con un pilastro centrale a base cruciforme, che sorregge tutta la struttura, e risale al XIV o XV secolo. Le campate sono quattro, con volte a crociera completamente affrescate, tre con piccole stelle su fondo bianco e sole raggiato centrale con stemma, la quarta con i simboli degli evangelisti. Il capitello centrale e quelli laterali sono in stile romanico, probabilmente un riutilizzo di vestigia precedenti, rappresentano dei leoni che si affrontano e altri animali. Nell'intradosso di ogni arco troviamo i ritratti dei profeti maggiori e minori: abbiamo la certezza che queste figure rappresentano profeti dalla mancanza dell'aureola che contraddistingue i santi. Dal confronto emergono alcune caratteristiche del loro aspetto: la testa è inclinata alternativamente a sinistra e a destra, e i colori dei capelli biondo e bianco, si ripetono alternati. Possiamo leggere il nome dei profeti grazie a delle strisce che tengono in mano sulle quali sono scritti in caratteri gotici i loro nomi.

### Parete sud

#### Prima campata
- Lunetta: l'affresco rappresenta San Sebastiano, legato a un albero, trafitto da due arcieri. È presente un’iscrizione in caratteri gotici, che data l’affresco al 14 agosto 1484.
- Fascia sottostante: vi sono rappresentati tre santi, due a sinistra Sant'Antonio, a cui l’atrio è dedicato, con abbigliamento monastico e la campanella e San Francesco d’Assisi con la croce a tre bracci, emblema del 13° apostolo; uno a destra, separato dagli altri da un passaggio con volta a tutto sesto che porta nel mausoleo di Sant'Alberto, è San Pietro che tiene con la mano sinistra il libro alzato verso il cielo e nella mano destra le chiavi.

#### Seconda campata
Ha il ciclo più complesso, è interamente dedicata a Santa Caterina d'Alessandria, le epigrafi che descrivono le scene sono state realizzate in grafia gotica, quasi come in un fumetto. La lunetta è divisa in due sezioni, la fascia sottostante in tre.
- Lunetta a sinistra prima scena: la Santa disputa sulle Sacre Scritture con il re e i suoi servitori, tutti hanno in mano le sacre scritture. La Santa ha un abito bianco, con maniche verdi.
- Lunetta a destra seconda scena: rappresenta la cattura e l'imprigionamento in carcere della Santa da parte di tre armigeri. La torre del castello ha la merlatura laterale guelfa, mentre quella centrale è ghibellina.
- Fascia bassa scena a sinistra: la terza scena rappresenta il supplizio della ruota, la ruota è spezzata dall’arrivo dall'alto di un angelo con la spada, il re e la corte assistono.
- Fascia bassa scena centrale: rappresenta la decapitazione della Santa per la spada di un armigero, la testa è ai suoi piedi, il re e la corte assistono.
- Fascia bassa scena a destra l’anima viene portata in cielo su un lenzuolo bianco da due angeli, dietro la bara con la salma vegliano quattro chierici e un vescovo.

### Parete ovest

#### Prima campata
- Lunetta: sono rappresenti due castelli divisi dalla bifora, il primo posto sulla collina e il secondo, su uno sperone roccioso.
- Fascia bassa: sono raffigurati tre santi, San Bovo o Bovio che ha come emblema i buoi. L’iconografia è rarissima: sono rappresentati a coppie scure senza giogo, simbolo di un allevamento, è un santo non molto conosciuto in Italia, a differenza dell'Oltrepò Pavese dove il suo passaggio ha segnato la storia locale,  indizio che porta ad attribuire gli affreschi ad un Maestro o meglio ad una Scuola Artistica locale; Sant’Alberto è rappresentato con un lungo piviale, la tiara sulla testa e con un grande pastorale nella mano sinistra, con la mano destra regge un grande libro inclinato e chiuso da legacci di cuoio con borchie; San Lazzaro, piagato con cani e levrieri che gli leccano le ferite, ha un bastone come sostegno e la tunica corta tipica degli uomini di fatica.

#### Seconda campata
- Lunetta: ospita una bifora.
- Fascia bassa: l'affresco rappresenta San Giorgio che trafigge il drago, la principessa, vestita di bianco e verde, lo tiene con una catena d’oro. Sullo sfondo della scena si vedono il re e i cortigiani che si affacciano dalle finestre del palazzo.

### Parete nord

#### Prima campata

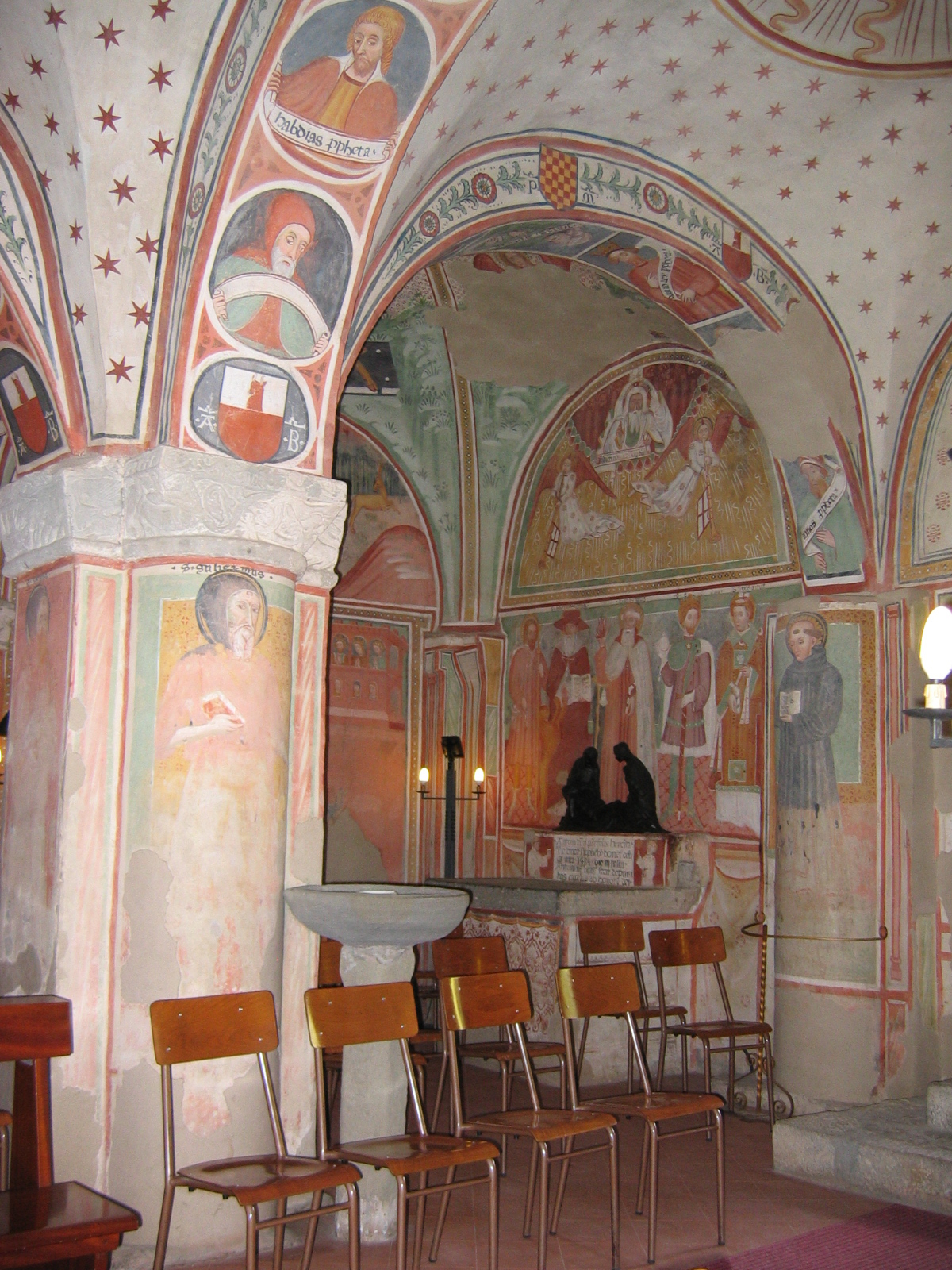
Affreschi sul lato ovest

- Lunetta: vi è raffigurato Dio come anziano con la barba bianca, ha la mano destra alzata, mentre nella sinistra tiene il rotolo del giudizio universale. Ai lati sono presenti due angeli che suonano le trombe dell’Apocalisse, alle sue spalle le anime rosse del Limbo.
- Fascia bassa: sono presenti quattro santi e un imperatore. Da sinistra San Giovanni Battista vestito di pellicce con delle calzature di pelle di capretto aperte e la barba incolta; San Gerolamo con copricapo cardinalizio rosso e un libro aperto nella mano destra; Sant'Antonio; l’imperatore Sigismondo di Lussemburgo; per ultimo Santo Stefano colpito dalle pietre, tiene nella mano il libro del Vangelo chiuso.

L'imperatore è denotato dall'abbigliamento con la veste corta, dalla spada e la sfera, il mondo sormontato da una croce l’emblema di Costantino, e la corona.

#### Seconda campata
- Lunetta: rappresenta il Cristo con le mani legate dietro la schiena e il corpo piagato.
- Fascia bassa: ospita il portale d'ingresso affiancato da due figure abbastanza danneggiate.

### Parete est
Presenta una sola campata, la seconda è occupata dall'accesso alla chiesa di Santa Maria.
- Lunetta: vi è raffigurata l’incoronazione della Madonna, l'affresco ha uno stile goticheggiante. Due angeli la affiancano porgendole la corona. Seduta in trono con in grembo il bambino, ai suoi piedi i donatori inginocchiati, dipinti con una scala minore, gli uomini a sinistra e le donne a destra.
- Fascia bassa: sono presenti quattro sante con i loro attributi di martirio, Santa Agata, Santa Lucia, Sant'Apollonia e Santa Caterina[non chiaro].

## Mausoleo di Sant'Alberto
L'affresco a sinistra rappresenta Maria con il bambino, circondata da santa Lucia, santa Apollonia, sant'Antonio Abate e l'offerente inginocchiato, il marchese Bertramino, sulla cornice è dipinta la data !484, in basso lo stemma del Bertramino e della casata dei Malaspina,
L’affresco a destra rappresenta il miracolo della trasformazione dell’acqua in vino, compiuta da Sant’Alberto durante un banchetto. Il Santo, vestito di nero, ha il bastone pastorale e benedice con due dita alzate. Al tavolo sono seduti tre cardinali e papa Alessandro II, due valletti servono il vino mentre un terzo la attinge da un pozzo.. 
Tutti mantengono caratteristiche comuni, nella forma degli occhi, del viso, e della barba, inoltre tutti gli sfondi sono caratterizzati da un cromatismo molto forte, a discapito del realismo della rappresentazione.
Gli affreschi hanno uno sfondo piatto simile ad una parete, ad eccezione di alcuni, come la vita di Santa Lucia, dove compare una sorta di esterno, ma la prevalenza del fondo giallo rimane. Questo richiama la tradizione bizantina dello sfondo oro che si ripeterà non solo in tutto l'Eremo, ma anche in altri dipinti della zona. 
Questi sfondi con l'accenno di un prato in primo piano, si discostano dai normali dipinti del Gotico Internazionale, e qui si risentono le nuove tendenze quattrocentesche. 
In tutti gli spazi vuoti delle arcate troviamo stelle, stranamente colorate di rosso su uno sfondo argenteo: probabilmente per richiamare i colori dello stemma di uno dei committenti.
I quattro evangelisti sono raffigurati in una delle volte, e riprendono anch'essi alcune caratteristiche bizantine, come il prato verde ai piedi dei loro simboli, già presente in Sant'Apollinare, e le ali dell'aquila, quasi a forma di spade, che si ripresentano in affreschi più tardi di altre zone d'Italia.